# Slave to the Grind
För bandets låt med samma titel, se Slave to the Grind (sång).
Slave to the Grind är heavy metal-gruppen Skid Rows andra album, släppt den 11 juni 1991.
Detta är ett historiskt album då detta var den första hårdrocksskiva som debuterade på Billboards topplista. Skid Row spelade i Sverige under denna turné, både som förband till Guns N' Roses och som huvudband några månader senare. I Sverige hade bandet med sig L.A. Guns som förband.
Fyra singlar släpptes från albumet samma år, vilka var "Monkey Business", "Slave to the Grind", "In a Darkened Room" och "Wasted Time".

## Låtlista
| Nr           | Titel                  | Kompositör                     | Längd |
| ------------ | ---------------------- | ------------------------------ | ----- |
| 1.           | Monkey Business        | Rachel Bolan, Dave Sabo        | 4:20  |
| 2.           | Slave to the Grind     | Bolan, Sabo, Sebastian Bach    | 3:31  |
| 3.           | The Threat             | Bolan, Sabo                    | 3:52  |
| 4.           | Quicksand Jesus        | Bolan, Sabo                    | 5:26  |
| 5.           | Psycho Love            | Bolan                          | 3:58  |
| 6.           | Get the Fuck Out       | Bolan, Sabo                    | 2:42  |
| 7.           | Livin' on a Chain Gang | Bolan, Sabo                    | 4:00  |
| 8.           | Creepshow              | Bolan, Rob Affuso, Scotti Hill | 3:59  |
| 9.           | In a Darkened Room     | Bolan, Sabo, Bach              | 3:57  |
| 10.          | Riot Act               | Bolan, Sabo                    | 2:42  |
| 11.          | Mudkicker              | Bolan, Bach, Hill              | 3:56  |
| 12.          | Wasted Time            | Bolan, Sabo, Bach              | 5:50  |
| Total längd: | Total längd:           | Total längd:                   | 48:41 |

## Bandsättning
- Sebastian Bach – sång
- Dave "The Snake" Sabo – gitarr
- Scotti Hill – gitarr
- Rachel Bolan – bas
- Rob Affuso – trummor